# Mata (juego)
La mata es un antiguo juego de naipes practicado en España, creado en Larrodrigo por Don Rober Músculos. Se juega con baraja española (de 40 cartas). Es un juego de envite. Es más corto y mucho más emocionante que el mus, participando buenos jugadores, dispuestos a dar buenas voces [cita requerida].
Originario del medievo [cita requerida], tras el descubrimiento de América traspasó fronteras. Se le conoce como juego del truco en Argentina y Uruguay.

## Reglas
Generalmente se enfrentan dos equipos de tres jugadores, siendo los equipos de 4 una seria profanación de la mata [cita requerida]. Se reparten tres cartas a cada jugador, y gana el que haga dos de las tres bazas en juego. Cada jugador juega alternadamente cada baza con el rival situado a su derecha y a su izquierda. Los viejos suelen jugar a la raya, sin asumir muchos riesgos [cita requerida]. El juego finaliza una vez que un equipo haya alcanzado 18 puntos, divididos en dos series de nueve puntos cada serie, denominadas no se sabe muy bien porqué  "nueve malas" y "nueve buenas", jugándose el último punto, cuando un equipo llegue a 8 buenas, en conjunto por todos los jugadores en orden tipo brisca. Cada envite se realiza al grito de la palabra "truco" o "tres piedras", equivalente a la puesta en juego de 3 puntos, que puede ser rechazado, aceptado o superado —"truco más" o "tres más"— por el contrincante y este, a su vez, respondido por el primero con un nuevo «truco» o con la totalidad del juego al grito de «la partida». No faltará a mano de cada jugador la correspondiente consumición preferiblemente alcohólica , que será lo que se juegue, abonándose al tabernero al finalizar la partida.
Los triunfos en la mata son, tampoco se sabe bien por qué, por este orden:
| Carta/s | Carta/s           | Seña                           |
| ------- | ----------------- | ------------------------------ |
|         | As de oros        | (levantar las cejas)           |
|         | Cinco de oros     | (guiñar ojo)                   |
|         | Caballo de bastos | (poner morritos)               |
|         | Sota de oros      | (Sacar la lengua)              |
|         | As de espadas     | (Pulgar hacia arriba)          |
|         | As de bastos      | (Pulgar hacia abajo)           |
|         | Siete de espadas  | (Levantar hombro derecho)      |
|         | Siete de oros     | (Levantar hombro izquierdo)    |
|         | Treses            | (Agitar los dedos de una mano) |
|         | Doses             | (sin seña)                     |
|         | Ases              | (sin seña)                     |
|         | Reyes             | (sin seña)                     |
|         | Caballos          | (sin seña)                     |
|         | Sotas             | (sin seña)                     |
|         | Sietes            | (sin seña)                     |
|         | Seises            | (sin seña)                     |
|         | Cincos            | (sin seña)                     |
|         | Cuatros           | (sin seña)                     |

## Sitios donde se juega
Especialmente en el bar de cholas situado en el pueblo de Larrodrigo provincia de Salamanca, en la provincia de Ávila y específicamente en Mesegar de Corneja, Pradosegar,La Serrada,  Muñochas y Muñotello, y en la provincia de Zamora (Argujillo y San Miguel de la Ribera) [cita requerida]